# Vuelve (álbum de Axel)
Vuelve es el noveno álbum de estudio del cantante Argentino Axel, lanzado el 16 de agosto de 2024 a través del sello discográfico Sony Music Argentina. 
«El motivo» fue elegida como el sencillo principal y promoción del álbum, lanzado el 29 de agosto de 2024 

## Antecedentes
- Este disco surge de la necesidad de Axel de expresar, a través de la música, las emociones más profundas que había vivido en los últimos años. Llega en un momento muy especial para él, marcado por un nuevo comienzo, un renacer y la oportunidad de escribir un nuevo capítulo en su historia. [3]

- Se grabó entre Los Ángeles y Colombia, fue producido por Cheche Alara y la productora Mapache, quienes lograron crear un sonido que destaca la singularidad de las letras y la voz de Axel.[4]

## Lista de canciones
- Álbum:

| Vuelve |                                |                                                                             |          |  |
| N.º    | Título                         | Escritor(es)                                                                | Duración |  |
| 1.     | «El motivo»                    | Alexis Días Pimienta Axel Witteveen                                         | 3:43     |  |
| 2.     | «Así vivir»                    | Axel Witteveen Federico Gomez                                               | 3:26     |  |
| 3.     | «Estrella Fugaz»               | Axel Witteveen Nicolás González Pablo Benito                                | 2:57     |  |
| 4.     | «Vuelve»                       | Axel Witteveen Federico Gomez                                               | 2:29     |  |
| 5.     | «Abismo»                       | Axel Witteveen Nicolás González Pablo Benito                                | 3:16     |  |
| 6.     | «Somos lo que fuimos»          | Axel Witteveen Claudia Brant                                                | 4:23     |  |
| 7.     | «Solo por hoy»                 | Axel Witteveen Federico Gomez                                               | 3:32     |  |
| 8.     | «Tu calor(feat.Matías Valdez)» | Axel Witteveen Matías Valdez                                                | 2:50     |  |
| 9.     | «Efecto dominó»                | Axel Witteveen Juan Pablo Isaza Nicolás González Pablo Benito Revollo Bueno | 2:31     |  |
| 10.    | «Un nuevo día»                 | Axel Witteveen Claudia Brant                                                | 3:09     |  |
| 11.    | «Solo tu voz (feat.Rozalén)»   | Axel Witteveen Federico Gomez                                               | 3:51     |  |
| 12.    | «Humano»                       | Andrés Torres Axel Witteveen Mauricio Rengifo                               | 3:07     |  |
| 39:19  |                                |                                                                             |          |  |

## Posicionamiento en listas
| Listas (2024)     | Mejor posición |
| ----------------- | -------------- |
| Argentina (CAPIF) | 1              |

## Nominación
| Año  | Premio         | Categoría               | Resultado | Ref.  |
| ---- | -------------- | ----------------------- | --------- | ----- |
| 2025 | Premios Gardel | Mejor álbum artista pop | Nominado  | [ 7 ] |

## Historial de lanzamiento
| Región  | Fecha                 | Sello      | Formato                        | Ref         |
| ------- | --------------------- | ---------- | ------------------------------ | ----------- |
| Mundial | 16 de octubre de 2024 | Sony Music | CD,Descarga digital, streaming | [ 8 ] [ 9 ] |